# Ryūtei Tanehiko
Ryūtei Tanehiko est un nom japonais traditionnel ; le nom de famille (ou le nom d'école), Ryūtei, précède donc le prénom (ou le nom d'artiste).
Ryūtei Tanehiko (柳亭 種彦), (11 juillet 1783 à Edo, 24 août 1842), est un écrivain japonais.
Bien qu'il soit un écrivain à succès de son vivant, il existe peu d'informations sur sa personne. Il n'a laissé aucun écrit autobiographique et les anecdotes biographiques le concernant proviennent seulement de son élève Hiromichi Takahashi et de son ami Ogino Yaokichi (1781-1843).
Né dans une famille de samouraï de rang inférieur, il grandit dans un environnement relativement humble. Il commence sa carrière littéraire en tant qu'auteur de poèmes Kyōka sur le modèle d'Ōta Nampo. Son professeur est Karagoromo Kisshū, puis après la mort de celui-ci en 1802, Shikatsube Magao. Vers 1805 il fait la connaissance de Masamochi Ishikawa qui compte aussi parmi ses mentors.
En 1807, Tanehiko publie le premier d'une série de romans gesaku, à l'origine de son succès littéraire auprès de ses contemporains. Sa renommée littéraire après sa mort repose sur le roman Nise Murasaki inaka Genji (1828) dans lequel il reprend des thèmes du Genji Monogatari.

## Source de la traduction
- (de) Cet article est partiellement ou en totalité issu de l’article de Wikipédia en allemand intitulé « Ryūtei Tanehiko » (voir la liste des auteurs).